# ЖК Абиджан
«Женесс Клуб Абиджан» (фр. Jeunesse Club d'Abidjan) или просто «ЖКА» — ивуарийский футбольный клуб из города Абиджан. Выступает в Чемпионате Кот-д’Ивуара. Основан в 1932 году. Домашние матчи проводит на стадионе «Робер Шампро», вмещающем 20 000 зрителей.

## История
«Женесс Клуб Абиджан» вышел в финал Кубка Кот-д’Ивуара 2008 года и получил право принять участие в Кубке Конфедерации КАФ 2009.

## Достижения
- Вице-чемпион Кот-д’Ивуара (1): 2002

- Обладатель Кубка Кот-д’Ивуара (1): 1963

- Финалист Суперкубка Кот-д’Ивуара (1): 2005